# Ъ
Ъ, ъ (en cursiva Ъ, ъ) és una lletra de l'alfabet ciríl·lic, anomenada sovint signe dur (en rus твёрдый знак, tviordi znak) i s'empra en els alfabets rus, rutè i búlgar. En l'antiga ortografia russa s'anomenava ier posterior (ер обратный, ier obratni), atès que provenia directament de l'antic eslau.
En un principi es feia servir per fer referència a una vocal arrodonida mitjana de tipus ultra-curt o reduïda. La seva companya, la 'ier anterior', actualment denominada 'signe tou' (Ь), també era una vocal reduïda, més frontal que la Ъ, i que actualment és emprada per marcar la palatalització de consonants en totes les llengües eslaves escrites que empren l'alfabet ciríl·lic, tret del serbi i del macedònic, en els quals ha deixat rastres en les lletres Љ i Њ.